# Ulrich Plenzdorf
Ulrich Plenzdorf, född 26 oktober 1934 i Berlin, död 9 augusti 2007 utanför Berlin, tysk författare, manusförfattare och dramaturg. Hans mest kända verk är Den unge W:s nya lidanden. Han skrev även manuset till Die Legende von Paul und Paula.
Ulrich Plenzdorf föddes i Kreuzberg i Berlin. Föräldrarna var medlemmar av KPD och greps flera gånger under nazitiden. 1950 flyttade familjen från Väst- till Östberlin. 1954 tog han studenten i Lichtenberg. Han studerade sedan marxism-leninism vid Franz-Mehring-Institut på Karl Marx-universitetet i Leipzig. 1959 började han vid Deutsche Hochschule für Filmkunst i Babelsberg. Från 1963 verkade han som dramaturg vid DEFA:s studios i Babelsberg. 1955-1958 var han scenarbetare vid sidan av studierna. 1958-1959 gjorde han värnplikten i östtyska armén.
Plenzdorfs pjäs Den unge W:s nya lidanden, som ett år senare blev roman, gjorde honom känd utanför DDR. Boken översattes till 30 olika språk. Boken handlar om en yngling som vill bryta sig ur sin småborgerliga miljö och som hela tiden hittar paralleller till det egna livet när han läser Goethes Den unge Werthers lidanden (1774).
Plenzdorf skrev även texter till den östtyska rockgruppen Puhdys. 
Plenzdorf gjorde sig även ett namn som manusförfattare. Han skrev manus till en av DDR:s mest kända och omtyckta filmer, Die Legende von Paul und Paula (1973). 
Ulrich Plenzdorf var sedan 1955 gift och hade tre barn. Hans hem i Berlin låg under många år på Torstrasse i stadsdelen Mitte. Plenzdorf avled 72 år gammal på en klinik utanför Berlin, efter en längre tids sjukdom, och är begravd på Alt Rosenthals kyrkogård i Vierlinden, i den ort där han bodde de sista åren av sitt liv. Hans efterlämnade arbeten finns idag i Akademie der Künstes arkiv.